# Ballochia rotundifolia
Ballochia rotundifolia är en akantusväxtart som beskrevs av Isaac Bayley Balfour. Ballochia rotundifolia ingår i släktet Ballochia och familjen akantusväxter. Inga underarter finns listade i Catalogue of Life.